# Премія «Райслінг»
Премія «Райслінг» (англ. Rhysling Award) — щорічна американська нагорода за найкращі фантастичні поему або вірш. Існує дві категорії: «Найкраща поема» для творів розміром 50 і більше рядків та «Найкращий вірш», для творів розміром 49 або менше рядків.

## Назва
Премія названа на честь вигаданого персонажа, сліпого поета Райслінга героя роману Роберта Гайнлайна «Зелені пагорби Землі».

## Переможці

### Найкраща поема
| Рік  | Портрет | Лауреат                               | Українська назва твору                                          | Оригінальна назва твору |
| ---- | ------- | ------------------------------------- | --------------------------------------------------------------- | --- |
| 1978 |         | Джин Вулф                             | Комп'ютер повторює великі козирі                                | The Computer Iterates the Greater Trumps                                                                                        |
| 1979 |         | Майкл Бішоп                           | Для пані фізика                                                 | For the Lady of a Physicist |
| 1980 |         | Ендрю Йорон                           |                                                                 | The Sonic Flowerfall of Primes                                                                                                  |
| 1981 |         | Томас Діш                             | Про наукову фантастику                                          | On Science Fiction |
| 1982 |         | Урсула Ле Гуїн                        |                                                                 | The Well of Baln |
| 1983 |         | Адам Корнфорд                         |                                                                 | Your Time and You: A Neoprole's Dating Guide                                                                                    |
| 1984 |         | Джо Голдеман                          | Смерть Саула: Два Сестіна                                       | Saul's Death: Two Sestinas |
| 1985 |         | Сів Цедерінг                          | Лист від Кароліни Гершель (1750—1848 рр.)                       | A Letter from Caroline Herschel (1750—1848)                                                                                     |
| 1986 |         | Ендрю Йорон                           | Кораблетроща на П'ятій ділянці                                  | Shipwrecked on Destiny Five |
| 1987 |         | Грегорі Стюарт                        | Дедал                                                           | Daedalus |
| 1988 |         | Лусіус Шепард                         | Білі поїзди                                                     | White Trains |
| 1989 |         | Брюс Бостон                           | У темні часи                                                    | In the Darkened Hours |
| 1989 |         | Джон М. Форд                          | Зимове сонцестояння: Станція Камелот                            | Winter Solstice, Camelot Station                                                                                                |
| 1990 |         | Патрик Маккіннон                      | дорогий космонавте                                              | dear spacemen |
| 1991 |         | Дейвід Меммотт                        |                                                                 | The Aging Cryonicist in the Arms of His Mistress Contemplates the Survival of the Species While the Phoenix Is Consumed by Fire |
| 1992 |         | Грегорі Стюарт                        | кнопка і те, що ви знаєте                                       | the button and what you know |
| 1993 |         | Вільям Дацюк                          | Бути з Землі                                                    | To Be from Earth |
| 1994 |         | Грегорі Стюарт і Роберт Фрезьєр       | Підвальні квартири: переосмислення Берджеських сланців          | Basement Flats: Redefining the Burgess Shale                                                                                    |
| 1995 |         | Девід Лунде                           | Пілот, пілот                                                    | Pilot, Pilot |
| 1996 |         | Марж Сімон                            | Варіанти застарілого                                            | Variants of the Obsolete |
| 1997 |         | Террі Е. Геррі                        | Спостереження НЛО під час консервування помідорів               | Spotting UFOs While Canning Tomatoes                                                                                            |
| 1998 |         | Лорел Вінтер                          | чому золота рибка не повинна використовувати електроінструменти | why goldfish shouldn't use power tools                                                                                          |
| 1999 |         | Брюс Бостон                           | Зізнання вчителя тіла                                           | Confessions of a Body Thief |
| 2000 |         | Джефрі Лендіс                         | Різдво (після того, як ми всі отримаємо машини часу)            | Christmas (after we all get time machines)                                                                                      |
| 2001 |         | Джо Голдеман                          | Січневі пожежі                                                  | January Fires |
| 2002 |         | Лоуренс Шимел                         | Як зробити людину                                               | How to Make a Human |
| 2003 |         | Чарльз Саплак та Мік Аллен            | Епохи у вигнанні: Фантастична трилогія                          | Epochs in Exile: A Fantasy Trilogy                                                                                              |
| 2003 |         | Соня Тааффе                           | Подарунок Матлаціхуата                                          | Matlacihuatl's Gift |
| 2004 |         | Теодора Госс                          | Октавія губиться у залі масок                                   | Octavia Is Lost in the Hall of Masks                                                                                            |
| 2005 |         | Тім Претт                             | Духовний пошук                                                  | Soul Searching |
| 2006 |         | Кенделл Еванс і Девід Копаска-Меркель | Олов'яний чоловік                                               | The Tin Men |
| 2007 |         | Мік Аллен                             | Подорож до Кайлаша                                              | The Journey to Kailash |
| 2008 |         | Кетрінн Валенте                       | Сім дияволів Центральної Каліфорнії                             | The Seven Devils of Central California                                                                                          |
| 2009 |         | Джефрі Лендіс                         | Пошук                                                           | Search |
| 2010 |         | Кенделл Еванс і Саманта Гендерсон     |                                                                 | In the Astronaut Asylum |
| 2011 |         | C.S.E. Cooney                         | Друга наречена Морського короля                                 | The Sea King's Second Bride |
| 2012 |         | Меган Аркенберг                       | Куратор говорить у відділі мертвих мов                          | The Curator Speaks in the Department of Dead Languages                                                                          |
| 2013 |         | Ендрю Роберт Сатон                    | В літак                                                         | Into Flight |
| 2014 |         | Мері Сун Лі                           | Міжцарів'я                                                      | Interregnum |
| 2015 |         | F.J. Bergmann                         | 100 причин для сексу з прибульцем                               | 100 Reasons to Have Sex with an Alien                                                                                           |
| 2016 |         | Крисада Панусітх Пхунсірі             |                                                                 | It Begins With A Haunting |
| 2016 |         | Енн Швейдер                           | Кезіах                                                          | Keziah |
| 2017 |         | Теодора Госс                          | Рожеве дитя                                                     | Rose Child |

### Найкращий вірш
| Рік  | Портрет | Лауреат               | Українська назва твору                                              | Оригінальна назва твору                                         |
| ---- | ------- | --------------------- | ------------------------------------------------------------------- | --------------------------------------------------------------- |
| 1978 |         | Двейн Аскерсон        |                                                                     | The Starman                                                     |
| 1978 |         | Ендрю Йорон           | Спати на руках матері ночі                                          | Asleep in the Arms of Mother Night                              |
| 1978 |         | Соня Дормен           | Корупція металів                                                    | Corruption of Metals                                            |
| 1979 |         | Двейн Аскерсон        | Смертельні наслідки                                                 | Fatalities                                                      |
| 1979 |         | Стів Енг              | Історія та Мапа скарбів                                             | Storybooks and Treasure Maps                                    |
| 1980 |         | Роберт Фразьєр        | Укладено в янтар вічності                                           | Encased in the Amber of Eternity                                |
| 1980 |         | Пітер Паяк            | Міграція темряви                                                    | The Migration of Darkness                                       |
| 1981 |         | Кен Даффін            | Місце зустрічі                                                      | Meeting Place                                                   |
| 1982 |         | Raymond DiZazzo       | Про швидкість зору                                                  | On the Speed of Sight                                           |
| 1983 |         | Алан Лайтман          | У комп'ютері                                                        | In Computers                                                    |
| 1984 |         | Гелен Ерліх           | Два соннети                                                         | Two Sonnets                                                     |
| 1985 |         | Брюс Бостон           |                                                                     | For Spacers Snarled in the Hair of Comets                       |
| 1986 |         | Сюзен Палвік          | Дружина сусіда                                                      | The Neighbor's Wife                                             |
| 1987 |         | Джонатан Пост         | Перед Великим вибухом: Новини з Великого космічного телескопа Хаббл | Before the Big Bang: News from the Hubble Large Space Telescope |
| 1987 |         | Джон Келвін Розмерскі |                                                                     | A Dream of Heredity                                             |
| 1988 |         | Брюс Бостон           | Кошмарний колектор                                                  | The Nightmare Collector                                         |
| 1988 |         | Сюзетт Гейден Елджін  | Скелястий шлях до Хоу                                               | Rocky Road to Hoe                                               |
| 1989 |         | Роберт Фразьєр        | Солоність                                                           | Salinity                                                        |
| 1990 |         | Саттон Брейдінг       | Епітафія для снів                                                   | Epitaph for Dreams                                              |
| 1991 |         | Джо Голдеман          | Вісімнадцять років, одинадцяте жовтня                               | Eighteen Years Old, October Eleventh                            |
| 1992 |         | Девід Лунде           | Пісня про Марсіанський крикет                                       | Song of the Martian Cricket                                     |
| 1993 |         | Джейн Йолен           |                                                                     | Will                                                            |
| 1994 |         | Брюс Бостон           | Космічний компас                                                    | Spacer's Compass                                                |
| 1994 |         | Джефф Вандермеер      | Політ для тих, хто ще не перейшов                                   | Flight Is for Those Who Have Not Yet Crossed Over               |
| 1995 |         | Ден Рафаель           | Шкіра скла                                                          | Skin of Glass                                                   |
| 1996 |         | Брюс Бостон           | Майбутнє теперішнє: Урок в очікуванні                               | Future Present: A Lesson in Expectation                         |
| 1997 |         | Грегорі Стюарт        | День Омега                                                          | Day Omega                                                       |
| 1998 |         | Джон Грей             | Пояснення Франкенштейна його матері                                 | Explaining Frankenstein to His Mother                           |
| 1999 |         | Лорел Вінтер          |                                                                     | egg horror poem                                                 |
| 2000 |         | Ребекка Марджесдаттер | Гримуар                                                             | Grimoire                                                        |
| 2001 |         | Брюс Бостон           |                                                                     | My Wife Returns as She Would Have It                            |
| 2002 |         | Вільям Джон Воткінс   | Ми вмираємо як ангели                                               | We Die as Angels                                                |
| 2003 |         | Рут Берман            |                                                                     | Potherb Gardening                                               |
| 2004 |         | Роджер Датчер         | Проста дистанція                                                    | Just Distance                                                   |
| 2005 |         | Грег Бьютті           |                                                                     | No Ruined Lunar City                                            |
| 2006 |         | Мік Аллен             | Пошук по смузі                                                      | The Strip Search                                                |
| 2007 |         | Річ Рістов            |                                                                     | The Graven Idol's Godheart                                      |
| 2008 |         | F.J. Bergmann         | Їжте світло                                                         | Eating Light                                                    |
| 2009 |         | Амаль Ель-Мохтар      | Пісня для стародавнього міста                                       | Song for an Ancient City                                        |
| 2010 |         | Енн Швейдер           | Божественне                                                         | To Theia                                                        |
| 2011 |         | Амаль Ель-Мохтар      | Персиково-кремовий мед                                              | Peach-Creamed Honey                                             |
| 2012 |         | Шіра Ліпкін           | Бібліотека, після                                                   | The Library, After                                              |
| 2013 |         | Террі Е. Геррі        | Котяча зірка                                                        | The Cat Star                                                    |
| 2014 |         | Амаль Ель-Мохтар      | Перетворення листя                                                  | Turning the Leaves                                              |
| 2015 |         | Мардж Сімон           | Закрити                                                             | Shutdown                                                        |
| 2016 |         | Рут Берман            | Проблеми з вивченням часових подорожей                              | Time Travel Vocabulary Problems                                 |
| 2017 |         | Мардж Сімон           |                                                                     | George Tecumseh Sherman's Ghosts                                |